# Aubenas
Aubenas [ob(ə)na] ist eine französische Stadt im Département Ardèche der Region Auvergne-Rhône-Alpes mit 12.488 Einwohnern (Stand 1. Januar 2022).
Die Stadt erhielt 1963 den Europapreis.
An der Nationalstraße N 102, in der Nähe von Aubenas, liegt die Auberge Rouge, das Wirtshaus, das Honoré de Balzac zu seiner gleichnamigen Erzählung inspirierte. Die Bewohner werden Albenassiens und Albenassiennes genannt.

## Geografie
Aubenas liegt auf einem Hügel im Tal des Flusses Ardèche, nördlich und westlich von Aubenas schließen sich Gebirgszüge des Zentralmassivs an. Die Stadt liegt zwischen Montélimar und Le Puy-en-Velay, an einer der ältesten Handelsrouten zwischen dem Rhonetal und der Auvergne. Die privilegierte Lage im Zentrum des Départements führt zu einer Mischung unterschiedlicher Erwerbszweige von Landwirtschaft und Industrie.

## Geschichte
Der Name Aubenas leitet sich vom lateinischen Wort Alb ab, was Wurzel bedeutet, aber in diesem Fall auch als Beschreibung der Anhöhe dient, auf der Aubenas erbaut wurde (vgl. lat. Albenate). Das Kalksteinplateau, auf dem Aubenas liegt, bietet einen weitläufigen Rundblick über das Tal der Ardèche.

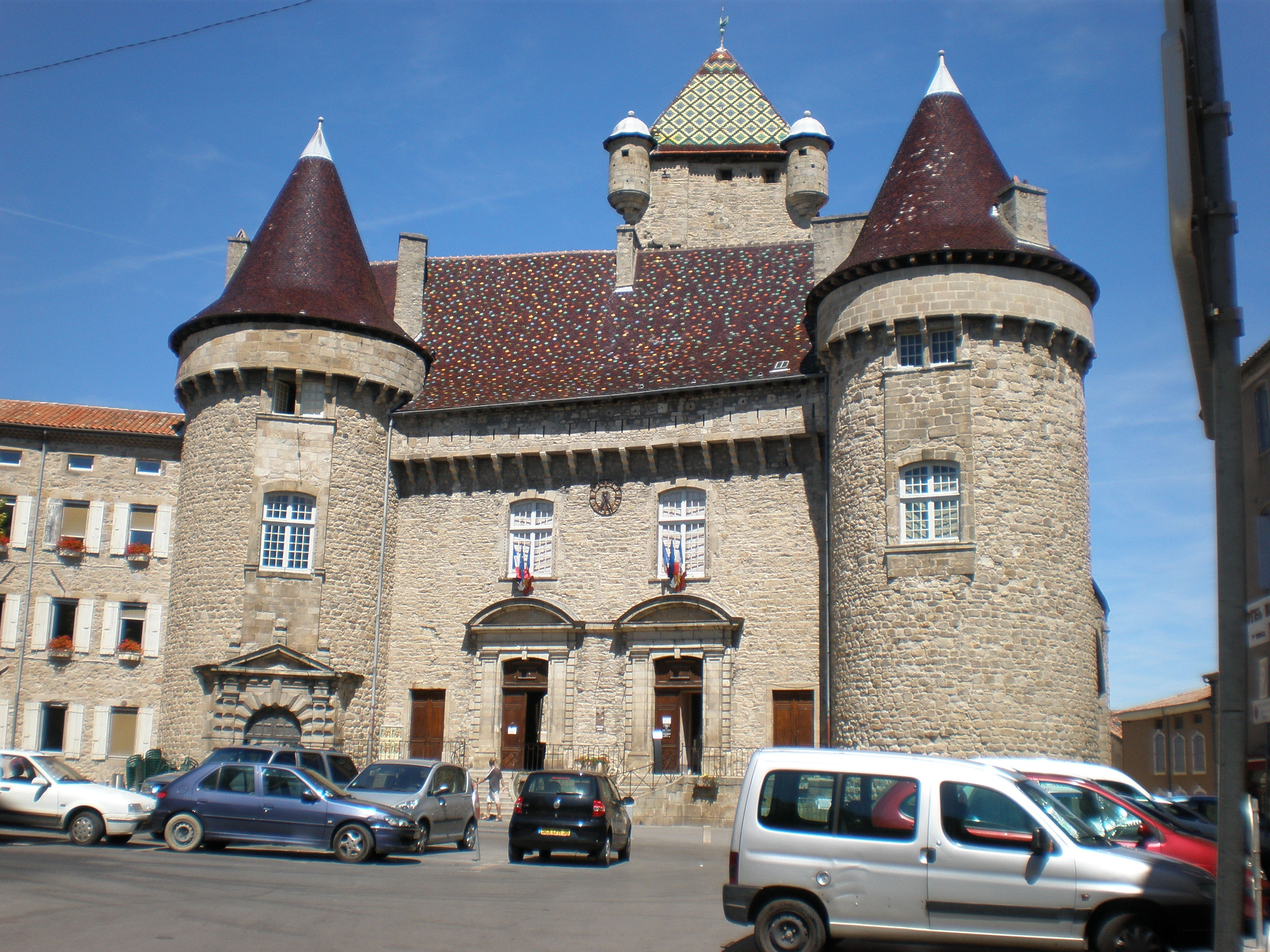
Schloss Aubenas

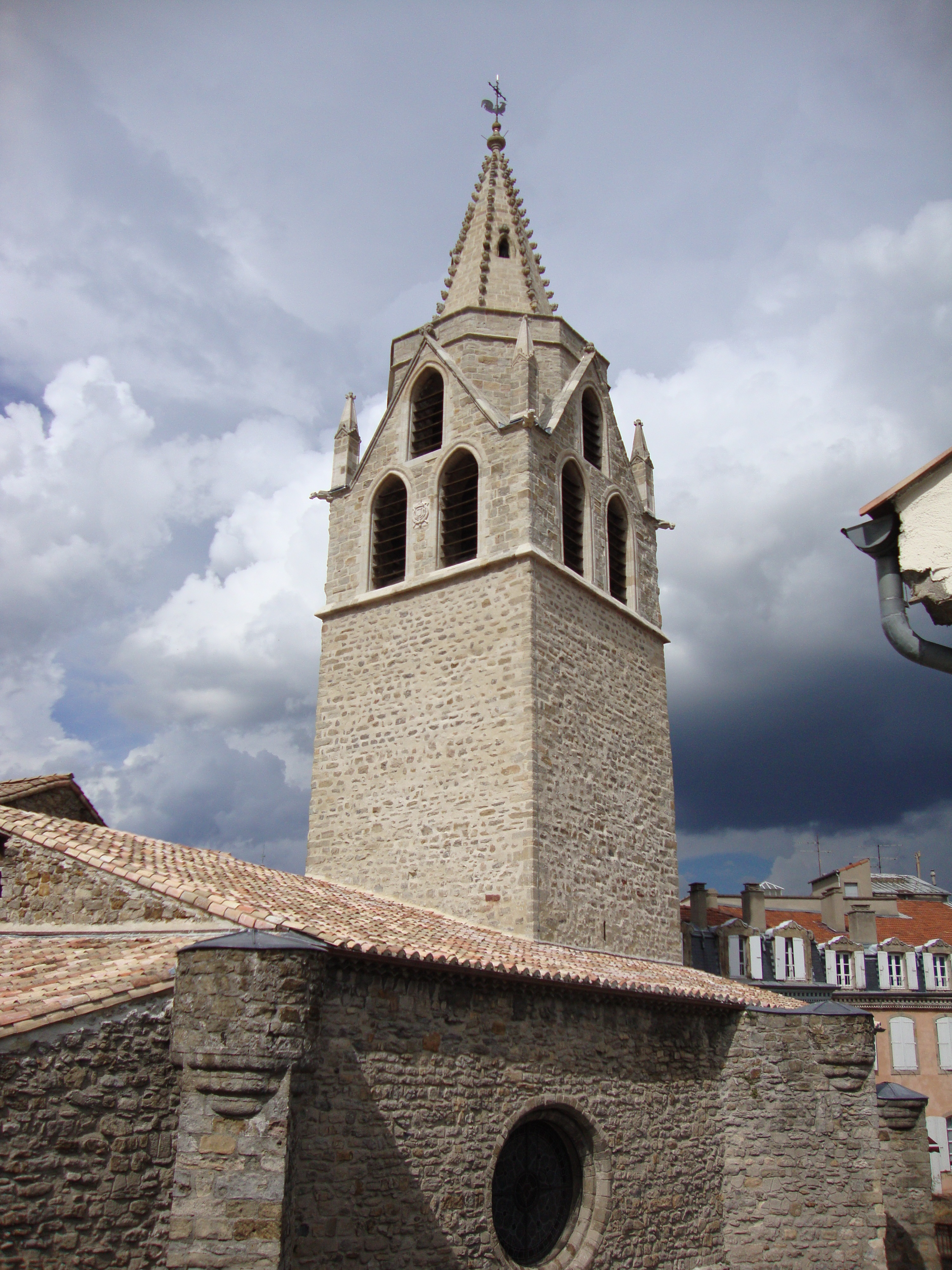
Kirche Saint-Laurent

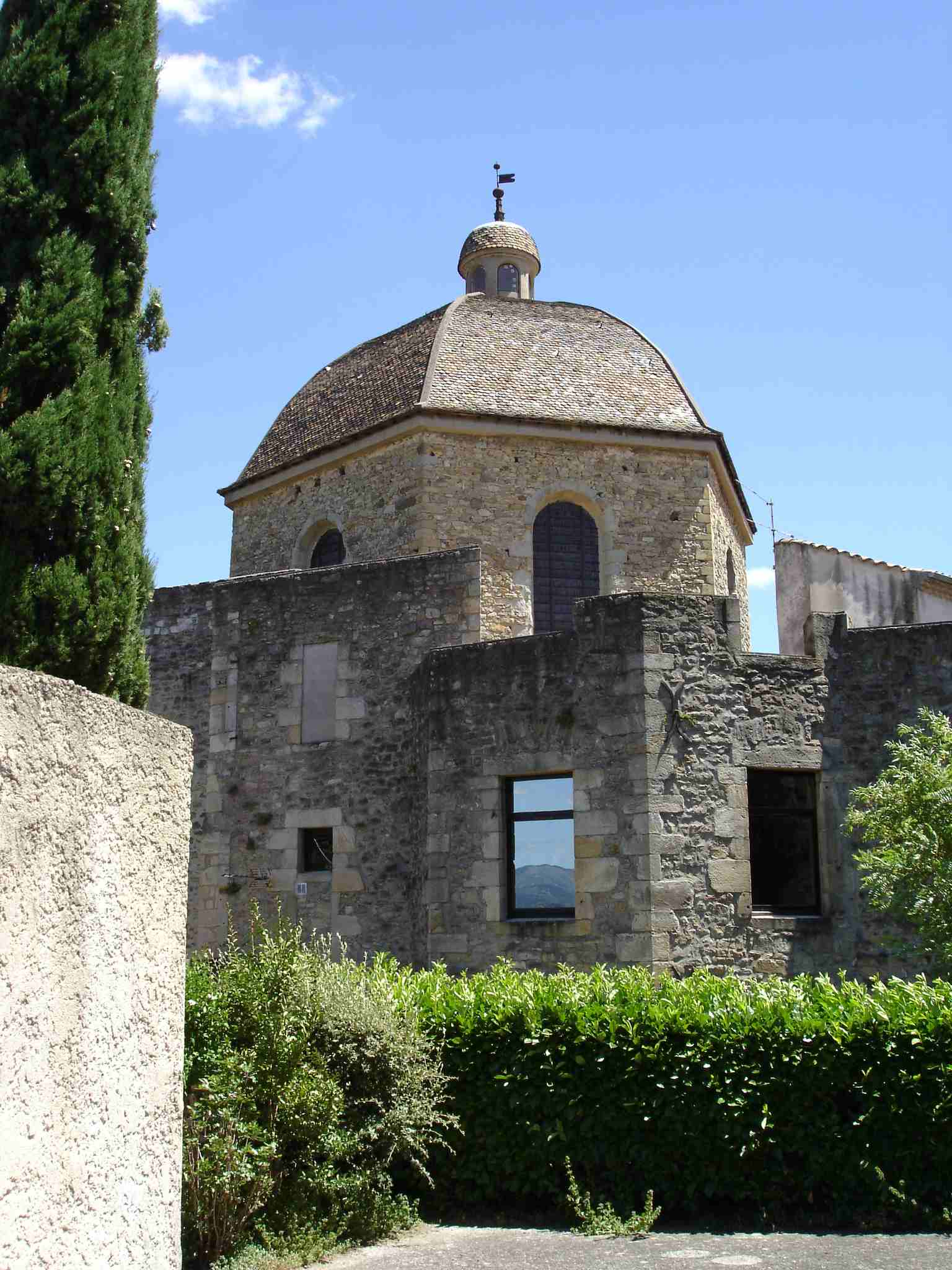
Dôme Saint-Benoit

Der Hügel, auf dem Aubenas erbaut wurde, wurde zum ersten Mal im 5. Jahrhundert nach Chr. erwähnt. Im frühen Mittelalter kam es dort zu einem Konflikt zwischen den rivalisierenden Bischöfen von Viviers und denen von Le Puy-en-Velay um den Bau einer Festung.
1084 konnten die Bischöfe von Le Puy-en-Velay den Kampf für sich entscheiden und machten damit die Umgebung von Aubenas zum Sitz des Barons von Montlaur, dessen Reich nun bis zur westlichen Grenze des heutigen Départements reichte. Seine Familie regierte bis ins Jahr 1441. Sie bauten der Stadt einen Festungswall sowie  ein Schloss, das von einem Graben umrundet ist. Unter ihrer Herrschaft trug die Stadt den Namen „Cité de Montlaur“, den sie auch heute noch innehat. 
Bis ins 19. Jahrhundert war Aubenas auch als Stadt ohne Wasser bekannt, ehe unter der Aufsicht von General John Mathon am 28. Juni 1863 Wasser von einer abgelegenen Quelle in das Stadtgebiet gepumpt wurde. Die Ardèche, deren Flussbett in den heißen Sommermonaten die größte Zeit trocken liegt, konnte Aubenas nicht ausreichend mit Trinkwasser versorgen, und bis zu den Flussquellen in den Cevennen ist es ein weiter Weg. 
| Jahr                       | 1962 | 1968   | 1975   | 1982   | 1990   | 1999   | 2009   | 2018   |
| -------------------------- | ---- | ------ | ------ | ------ | ------ | ------ | ------ | ------ |
| Einwohner                  | 9235 | 10.763 | 12.050 | 11.543 | 11.105 | 11.013 | 11.365 | 12.253 |
| Quellen: Cassini und INSEE |      |        |        |        |        |        |        |        |

## Wirtschaft
Aubenas ist Sitz der „Chambre de commerce et d'industrie Ardèche Méridionale“ und des „Centre de formation d'apprentis“ (CFA).
Heute lebt die Stadt vor allem vom Tourismus und der Nahrungsmittelverarbeitung von Käse und Esskastanien. Nur wenige Einwohner sind noch in der Landwirtschaft tätig.
Der Ort gilt als Tor zum Regionalen Naturpark Monts d’Ardèche (Parc naturel régional des Monts d’Ardèche).

## Sehenswürdigkeiten
Das Schloss Aubenas wurde im 14. Jahrhundert errichtet und im 17. und 18. Jahrhundert umgebaut. Vom Donjon hat man eine sehr gute Aussicht auf das Tal der Ardeche.
In Frankreich wurde es zum historischen Monument erhoben und beheimatet heute die Stadthalle, die dort große Ausstellungen von Gemälden, Skulpturen und antiken Steingravuren organisiert. Das Schloss erhebt sich am höchsten Punkt der Stadt.
Bedeutende kirchliche Bauwerke sind die Kirche Saint-Laurent sowie der Dôme Saint-Benoit, eine Kuppelkirche aus dem 18. Jahrhundert, die früher als Kapelle eines alten Benediktinerkonvents diente.
Das Haus La Maison aux Gargouilles liegt in der Nähe des Schlosses und stammt aus dem 16. Jahrhundert.

## Verkehr

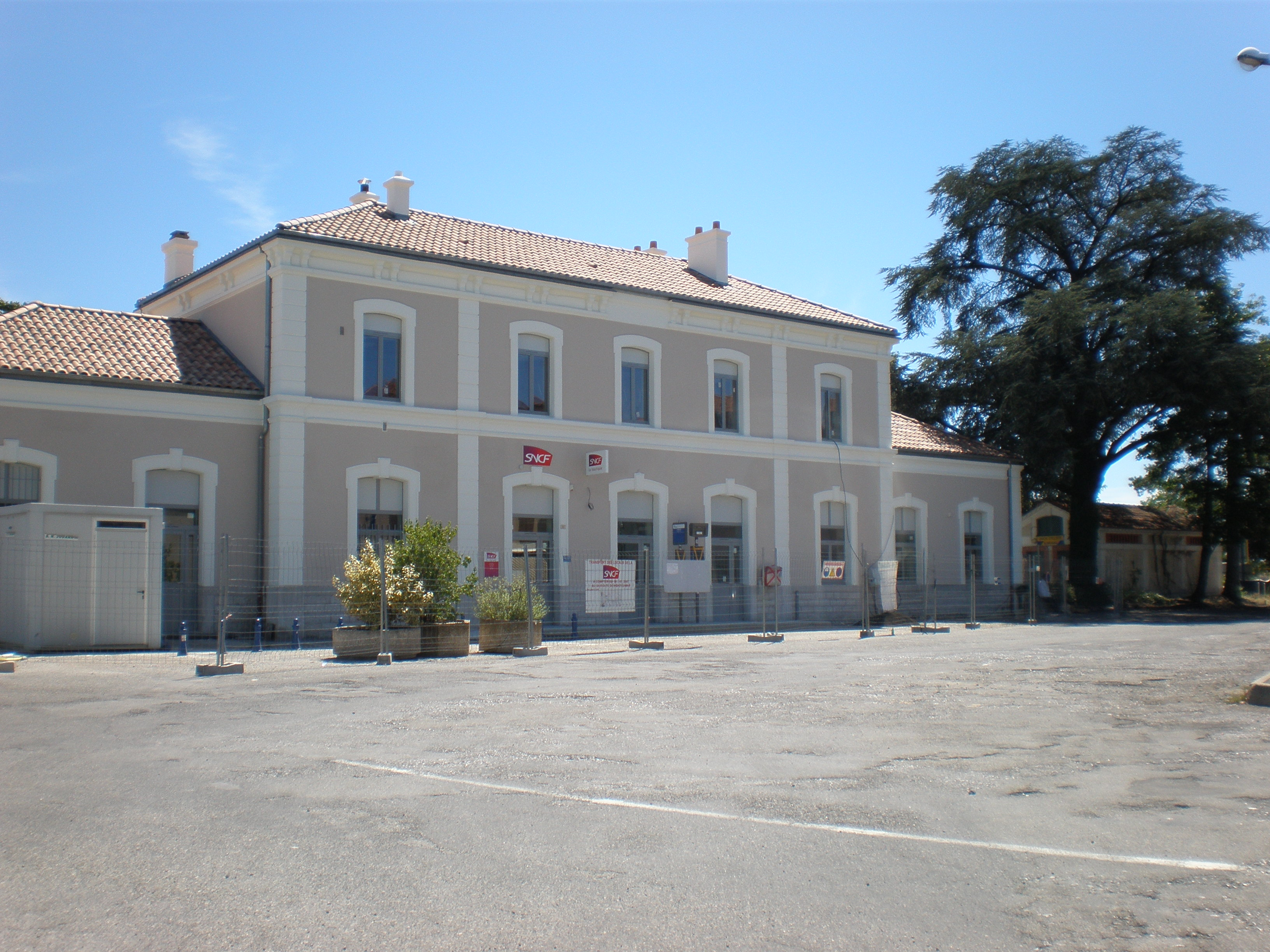
Empfangsgebäude des Bahnhofs

Überlandstraßenbahn Aubenas–Vals-les-Bains (1898)

Aubenas hatte einen Bahnhof an der Bahnstrecke Vogüé–Lalevade-d’Ardèche, dessen Empfangsgebäude erhalten ist. Von Vogüé kommend wurde diese am 18. August 1879 eröffnet und am 30. Oktober 1882 von Aubenas nach Lalevade-d’Ardèche verlängert. Der Reiseverkehr wurde zum 9. März 1969 eingestellt, der Güterverkehr endete am 1. April 1988.
Zwischen dem 25. November 1898 und dem 1. Mai 1932 verkehrte zwischen Aubenas und Vals-les-Bains eine meterspurige elektrische Überlandstraßenbahn.

## Persönlichkeiten
- Bérenger de La Tour d’Albenas (um 1515–nach 1559), Dichter
- Louis Nicolas (1634–1682), Jesuitenmissionar in Kanada und Verfasser des Codex canadiensis
- Léonce Verny (1837–1908), Ingenieur
- Albert Seibel (1844–1936), Rebzüchter
- Henri Charrière (1906–1973), Autor von Papillon (Buch)
- Bernard Chauvin (* 1953), Autorennfahrer
- Laurent Paganelli (* 1962), Fußballspieler und Sportjournalist
- Jean-Marc Gounon (* 1963), Rennfahrer
- Franck Sauzée (* 1965), Fußballspieler
- Cédric Barbosa (* 1976), Fußballspieler
- Amandine Leynaud (* 1986), Handballspielerin
- Jules Gounon (* 1994), Autorennfahrer
- Gabin Capuano (* 2006), Fußballspieler

## Gemeindepartnerschaften
Aubenas pflegt Partnerschaften mit folgenden Gemeinden:
- Cesenatico in der Emilia-Romagna, Italien
- Delfzijl in der Provinz Groningen, Niederlande
- Schwarzenbek in Schleswig-Holstein, Deutschland
- Sierre im Wallis, Schweiz
- Zelzate in Flandern, Belgien